# Połączony Ośrodek Informacyjny Dozoru Oceanicznego
Połączony Ośrodek Informacyjny Dozoru Oceanicznego (ang.) Joint Ocean Surveillance Information Centre (JOSIC) – brytyjska wojskowa placówka wywiadowcza marynarki wojennej z siedzibą w Northwood.
Została utworzona w styczniu 1990. Wyniki swoich działań przedstawia wojskowym jednostkom operacyjnym oraz ośrodkom dowodzenia różnych szczebli. Podlega 18 Grupie RAF i głównodowodzącemu floty.